# Tatort: Odins Rache
Odins Rache ist ein Fernsehfilm aus der Krimireihe Tatort. Es ist der 28. Fall des Ermittler-Teams Max Ballauf und Freddy Schenk und die 569. Tatortfolge. Der vom Westdeutschen Rundfunk und Colonia Media produzierte Beitrag wurde am 11. Juli 2004 auf Das Erste zum ersten Mal gesendet.

## Handlung
Der Neonazi Michael Wimmer wird auf offener Straße aus zirka 300 Meter Entfernung erschossen. Er war in einen Brandanschlag auf eine türkische Familie verwickelt, der sich vier Jahre zuvor ereignet hat und bei dem die Eltern der Geschwister Ayda und Özgur Aydin ums Leben gekommen sind. Noch während Ballauf und Schenk erste Ermittlungen anstellen, wird Torsten Schrader, ein weiterer Neonazi, ebenfalls erschossen. Auch er war wegen Beteiligung an dem Brandanschlag angeklagt, wurde aber mangels Beweisen freigesprochen. Die Ermittler suchen Astrid Gehrmeier, die Freundin von Torsten Schrader, auf, die bereits über den Tod ihres Freundes informiert ist. Auch sie gehört zur Neonazi-Szene und zu den Beschuldigten des Brandanschlages. Noch ehe Ballauf und Schenk sie befragen können, ergreift sie die Flucht.
Während Schenk sich in der Wohnung von Schraders Freundin umsieht, will Ballauf Ayda Aydin befragen. Dort wird er Zeuge und Opfer eines Überfalls von Neonazis auf das Lokal, das Ayda Aydin betreibt. Verletzt wird Ballauf ins Krankenhaus gebracht, aber bereits am nächsten Tag ist er wieder in der Lage, weiterzuermitteln. Schenk hat inzwischen den Verfassungsschutz eingeschaltet und bittet um Kontakt zu einem V-Mann, um Insiderinformationen aus der Neonazi-Szene zu bekommen. Zum einen wollen sie unbedingt Astrid Gehrmeier finden, die möglicherweise in Lebensgefahr schwebt, und natürlich die Täter, die Ballauf zusammengeschlagen haben. Als sie sich mit dem V-Mann „Olaf“ treffen, ist auch er der Meinung, dass die Morde nur mit dem Brandanschlag zu tun haben können. Und er ist davon überzeugt, dass der Haupttäter Kurt Keller auch aus dem Gefängnis heraus in der Lage ist, Leute umbringen zu lassen.
Schenk befragt Özgur Aydin, der zurzeit bei der Bundeswehr dient und mit dem Gebrauch großkalibriger Schusswaffen vertraut ist. Da er zur Tatzeit im Afghanistaneinsatz war und gerade erst zurückgekommen ist, kommt er als Täter nicht in Frage.
Eine Spur führt zu dem Rechtsanwalt Helmut Hartmann, Vorsitzender der neonazistischen Partei NRA, der die beiden erschossenen Neonazis beim Brandprozess vertreten hat. Offensichtlich versteckt sich Astrid Gehrmeier bei ihm, die ebenfalls zu seinen Mandanten gehört. Über den V-Mann „Olaf“ gelingt es den Ermittlern, die Gesuchte zu befragen. Sie ist sehr abweisend, doch gewinnen Ballauf und Schenk den Eindruck, dass mit dem V-Mann „Olaf“ etwas nicht stimmt. Bei einem erneuten Treffen mit ihm stellt er wieder Keller als den Hauptverdächtigen dar. Sie lassen den V-Mann observieren und auch abhören. Da er zu Hartmann einen guten Kontakt hat, könnte er ihnen helfen, belastendes Material gegen diesen zu sammeln. Bei der Überwachung werden Ballauf und Schenk Zeugen eines Treffens von „Olaf“ mit seiner Auftraggeberin Ute Meier-Brinkmann vom Verfassungsschutz. Sie findet das heraus und beschwert sich über die Vorgehensweise. Sie schwört auf ihren V-Mann. Für sie ist er der Einzige, der helfen kann, Hartmann auf seinem radikalen Weg aufzuhalten. Mit seiner Hilfe gelingt es dem Verfassungsschutz, eine Waffenlieferung, die Keller aus dem Gefängnis heraus für seine gewaltsame Befreiung organisiert hat und „Olaf“ nun zum Schein Hartmann anbietet, sicherzustellen und Hartmann festzunehmen. Damit ist die Hauptaufgabe von V-Mann „Olaf“ erledigt und er soll aus der Neonazi-Szene abgerufen werden. Mit einem neuen Pass und einem Visum für Mexiko ausgestattet, soll er das Land verlassen und untertauchen. Das Ziel, wofür er eigentlich all die Strapazen auf sich genommen hat.
Ballauf und Schenk finden heraus, dass „Olaf“ als V-Mann von Michael Wimmer und Torsten Schrader enttarnt wurde. Damit war sein Ziel, Deutschland verlassen zu können, in Gefahr, was er unter keinen Umständen riskieren wollte. Es gelingt ihnen, seinen Schießübungsplatz und ein Projektil der Tatwaffe zu finden und „Olaf“ noch vor dem Abflug festzunehmen.

## Hintergrund
Der Film wurde vom 11. März 2003 bis 10. April 2003 in Köln und Umgebung gedreht. Um das Drehbuch so authentisch wie möglich zu schreiben, recherchierte der Autor Hannes Stöhr bei einer Aussteigerorganisation für Neonazis. Hannes Stöhr (Buch, Regie) untersuchte auch die Hintergründe des Brandanschlag von Solingen vom 29. Mai 1993 und fiktionalisierte die Figur des V-Mann Olaf (gespielt von Dirk Borchardt).

## Rezeption

### Einschaltquoten
Die Erstausstrahlung von Odins Rache am 11. Juli 2004 wurde in Deutschland von 8,88 Millionen Zuschauern gesehen und erreichte einen Marktanteil von 27,3 Prozent für Das Erste.

### Kritiken
Der Spiegel sieht Odins Rache kritisch: „An der Psychologie der Personen ist der Krimi wenig interessiert; die Lösung des komplizierten Falls erscheint wichtiger als der Weg dorthin; der schreckliche Rechtsextremismus wird filmisch harmlos ins Bild gesetzt.“
Bei Zeit online kommt Feridun Zaimoglu zu der Feststellung: „Wir haben die Einladung zu einem rauschenden Fest ausgeschlagen, um diesen Film zu sehen. Es war die richtige Entscheidung.“
Die Kritiker der Fernsehzeitschrift TV Spielfilm urteilen zu diesem „komplexen“ Tatort: „Rechte Gewalt, konsequent ins Bild gesetzt.“ Dafür recherchierte Autor und Regisseur Stöhr bei Exit, der Neonazi-Aussteigerorganisation.
Zum 40. Geburtstag der Reihe Tatort wählten die Kritiker der Zeitschrift Filmstarts Odins Rache auf Platz 8 der ewigen Bestenliste.
Auf der Insiderplatform WiewarderTatort wird Odins Rache ebenfalls positiv (9 von 10 Punkten) besprochen.
Sandra Borgmann  war für den Deutschen Fernsehpreis 2004 als Beste Nebenrolle (Rolle Astrid Gerlmeier) nominiert.
Außerdem war der Tatort Odins Rache nominiert für den deutschen und europäischen CIVIS Medienpreis 2004 für Integration.

## Trivia
Schenk hat in dieser Folge zwei Dienstwagen, den bereits aus Bermuda bekannten Ford Maverick K-MH 4871 und einen 1987er Chevrolet Caprice Wagon K-MR 56.